# Золотухин, Валентин Васильевич
Валенти́н Васи́льевич Золоту́хин (1907, Орёл — 1976, Москва) — советский государственный, партийный и военный деятель, генерал-лейтенант (май 1961).

## Биография
Родился в 1907 в городе Орёл. Член ВКП(б) с 1925 года. После школы ФЗУ в октябре 1925 года назначен председателем Бюро юных пионеров Железнодорожного райкома ВЛКСМ, за пять месяцев — на аналогичной должности в Ливнах, ещё через полгода — председатель местного комсомола. С октября 1930 1930 по декабрь 1931 в комсомольских структурах в Орле и Воронеже, первый секретарь обкома ВЛКСМ. С декабря 1931 — председатель Центрального бюро юных пионеров при ЦК ВЛКСМ, член Бюро ЦК ВЛКСМ — всё до марта 1935. При нём аппарат Центрального бюро юных пионеров вырос до 24 человек, пионерская организация стала школьной, пионерские отряды должны были действовать только под руководством учителей.
26 января—10 февраля 1934 года делегат XVII съезда ВКП(б) с совещательным голосом.
После пионерского движения продолжил карьеру в армии: генерал-майор (28 июля 1944), генерал-лейтенант (9 мая 1961 года). С 1941 года — начальник различных отделов ГлавПУ РККА. В 1947—1950 — начальник Управления кадров Тыла Вооруженных сил СССР. В 1950 — заместитель начальника Политического управления Сухопутных войск, с 1950 по октябрь 1950 — начальник Политического управления Московского военного округа.
С октября 1950 по апрель 1953 — заместитель заведующего Отдела подбора и распределения кадров ЦК КПСС. Далее — заместитель заведующего Отделом административных и торгово-финансовых органов ЦК КПСС, первый заместитель (1954). С 1954 — заместитель заведующего Отделом административных органов ЦК КПСС, первый заместитель (1957), заведующий отделом (1957—1960), первый заместитель (1960—1962). Начальник Политического управления Ленинградского военного округа, член Военного совета округа (1960—1962).
С 1962 — секретарь комитета КПСС Военно-инженерной артиллерийской Академии им. Дзержинского.
Умер в Москве в 1976. Похоронен на Троекуровском кладбище, участок № 1, ряд 8.